# Năng lượng liên kết hạt nhân
Năng lượng liên kết hạt nhân là năng lượng tối thiểu cần thiết để tháo rời các hạt nhân của một nguyên tử thành các bộ phận cấu thành của nó. Những bộ phận cấu thành này là neutron và proton, được gọi chung là nucleon. Năng lượng liên kết luôn là một số dương, vì chúng ta cần tiêu tốn năng lượng trong việc di chuyển các hạt nhân này, thu hút lẫn nhau bởi lực hạt nhân mạnh, cách xa nhau. Khối lượng của một hạt nhân nguyên tử nhỏ hơn tổng khối lượng riêng của các proton và neutron cấu thành tự do, theo phương trình E = mc2 của Albert Einstein. "Khối lượng thiếu" này được gọi là khối lượng chênh lệch, và đại diện cho năng lượng được giải phóng khi hạt nhân được hình thành.
Thuật ngữ năng lượng liên kết hạt nhân cũng có thể đề cập đến sự cân bằng năng lượng trong các quá trình trong đó hạt nhân tách thành các mảnh bao gồm nhiều hơn một nucleon. Nếu năng lượng liên kết mới có sẵn khi cầu chì hạt nhân nhẹ (phản ứng tổng hợp hạt nhân) hoặc khi hạt nhân nặng tách ra (phân hạch hạt nhân), một trong hai quá trình có thể dẫn đến giải phóng năng lượng liên kết này. Năng lượng này có thể được cung cấp dưới dạng năng lượng hạt nhân và có thể được sử dụng để sản xuất điện, như trong năng lượng hạt nhân hoặc trong vũ khí hạt nhân. Khi một hạt nhân lớn tách thành từng mảnh, năng lượng dư thừa được phát ra dưới dạng photon (tia gamma) và là động năng của một số hạt bị đẩy ra khác nhau (sản phẩm phân hạch hạt nhân).
Những năng lượng và lực liên kết hạt nhân này lớn hơn gấp hàng triệu lần so với năng lượng liên kết electron của các nguyên tử ánh sáng như hydro.
Khối lượng sụt giảm của hạt nhân đại diện cho khối lượng tương đương với năng lượng liên kết của hạt nhân (E = mc2), đó là sự khác biệt giữa khối lượng của hạt nhân và tổng khối lượng riêng của các nucleon tạo thành nó.